# En’en no šóbótai
En’en no šóbótai (japonsky 炎炎ノ消防隊) je japonská manga, kterou psal a kreslil Acuši Ókubo. Vycházela od září 2015 do února 2022 v časopisu Šúkan šónen Magazine nakladatelství Kódanša, které ji vydalo ve 33 svazcích tankóbon. V Severní Americe vydává mangu nakladatelství Kodansha USA.
Televizní anime seriál, který vyrobilo studio David Production, byl premiérově vysílán od července do prosince 2019 v programovém bloku Super Animeism televizní stanice MBS. Druhá řada byla vysílána od července do prosince 2020. Seriál byl licencován americkou společností Funimation.

## Média

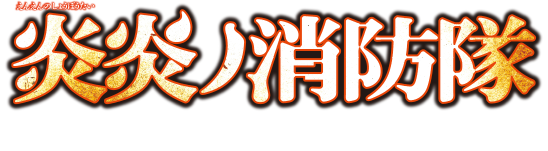
Logo Fire Force v japonštině

### Manga
Mangu En’en no šóbótai psal a kreslil Acuši Ókubo. Vycházela od 23. září 2015 do 22. února 2022 v časopisu Šúkan šónen Magazine nakladatelství Kódanša. V závěrečné kapitole je naznačeno, že je En’en no šóbótai propojeno s jiným dílem od Acušiho Ókuby, a to s mangou Soul Eater. Kódanša následně vydala kapitoly ve svazcích tankóbon; první ze svazků byl vydán 17. února 2016. K 17. březnu 2022 bylo vydáno 33 svazků.
V Severní Americe vydává mangu nakladatelství Kodansha USA, které vydalo její první svazek 8. listopadu 2016.